# Anne Hardenberg
 Ikke at forveksle med Anne Corfitzdatter Hardenberg.
Anne Hardenberg (1566 eller 1567 - 2. april 1625 på Vedtoftegård, Vedtofte) var en dansk adelskvinde og forfatter til skriftet Trøsteskrift til mine forældre som blev efterfulgt af en tre år lang retssag mellem Anne og Karen Gyldenstierne om trolddom.

## Familie og opvækst
Datter af Anne Rønnow (1541 - 1609) og rigsråd Erik Hardenberg (1529 på Dragsholm - 1604). Anne blev født ind i en familie med mange børn, hvoraf tre brødre og en søster døde før forældrene. Af de tre overlevende søstre led især Anne selv og søsteren Mette Hardenberg af forskellige sindsygdomme. 

## Trøsteskrift til mine forældre
I forbindelse med hendes svangerskab i 1592 led hun af en voldsom depression, hvor hun også mistede talens brug. Hun fik den tilbage efter hvad hun, med egne ord, oplevede som en natlig åbenbaring, hvorefter hun fuldendte skriftet Trøsteskrift til mine forældre. Skriftets første del er en trøst til hendes forældre om at hun vil komme sig med guds hjælp. Den anden del er en bøn om at gud skulle straffe hendes skjulte fjender som gennem trolddom havde voldt hende ondt.

## Trolddomsproces
Tre år efter skriftet blev to almuekvinder anholdt af Annes mand Johan Rud for at have påført hans kone hendes sygdom gennem trolddom. De to kvinder blev dømt og henrettet på Båg herredsting på Sydvestfyn. Under retssagen pegede de på flere medskyldige kvinder samt Karen Gyldenstierne som bagkvinde. Karen var en af de mægtigste kvinder i landet og dette førte til en tre år lang retssag og som også satte gang i en tilsvarende, men mere velkendt, trolddomsproces imod Christence Kruckow kun to uger efter denne retssag blev sat i gang.

## Ægteskab og børn
Anne blev som 21-årig gift med den 15 år ældre godsejer og lensmand Johan Rud (ca. 1550 - 2. juni 1609) fra Møgelkær ved Horsens. Brylluppet fandt sted den 30. april 1587 i Odense. Efter fem års ægteskab fødte hun sønnen Otte (15. september 1592- 17. juni 1593), det skete hos forældrene på Hagenskov på Sydfyn. 